# Karl Komzák (Enkel)

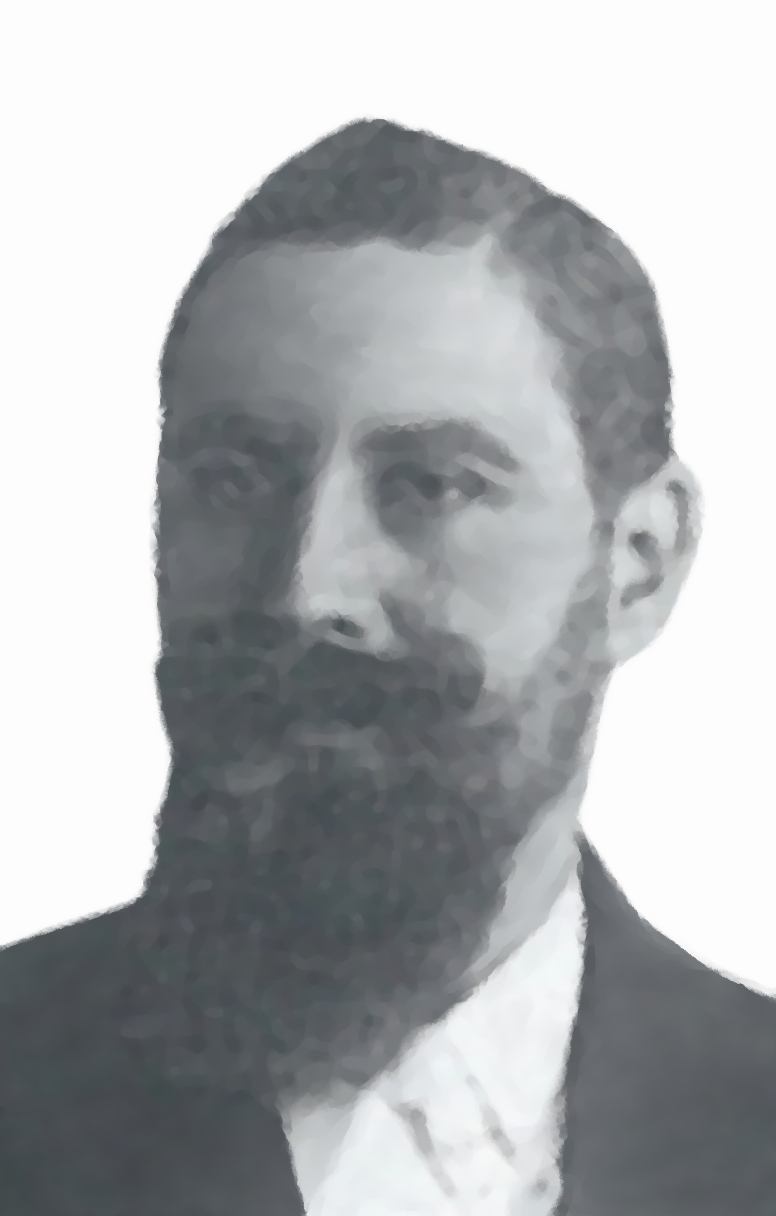
Karl Komzák

Karl Komzák (* 20. Mai 1878 in Innsbruck, Tirol; † 5. September 1924 in Wien) war
österreichischer Komponist und Kapellmeister. Er war ein Sohn von Karl Komzák junior und Eugenie Komzák (geborene Reichardt von Hardtland) sowie Enkel von Karl Komzák senior.

## Leben
Karl Komzák lebte die ersten viereinhalb Jahre in Innsbruck und Riva am Gardasee. Danach wuchs er in Wien auf. Mit 15 Jahren übersiedelten seine Eltern mit ihm nach Baden bei Wien, wo er das Gymnasium Biondekgasse besuchte und im Juni 1897 maturierte.
Ab 1905, dem Todesjahr seines Vaters Karl Komzák junior, leitete er ein aus 45 Musikern bestehendes Orchester, mit dem er in Österreich und Deutschland konzertierte. Noch im Jahre 1907 gab er in München, Leipzig, Nürnberg, Augsburg und anderen Städten Konzerte. Den Rezensenten zufolge fanden seine Darbietungen Anklang, die Kritiken weisen ihn als temperamentvollen Dirigenten von ausgezeichnetem Können aus. Ab 1908 verweilte er wieder in Wien, wo er mit seinem Orchester Stummfilmaufführungen in der Urania musikalisch begleitete. 1919 führte ihn eine neuerliche Tournee nach Nordböhmen (Marienburg, Eger und Rumburg und anderen Städten). Max Schönherr sieht in ihm nur einen „unzeitgemäßen Epigonen seiner Vorfahren“. Von seinen Werken sind nur der Grillenbanner-Marsch op. 285 und der Walzer Münchner Kindl op. 286 populär geworden. Er schrieb auch eine Operette, die aber niemals aufgeführt wurde.
Noch kurz vor seinem Ableben waren mehrere Gerichtsverfahren anhängig, die Komzáks Tätigkeit als Eigner einer Geflügelzucht- und Mastanstalt in Maria-Lanzendorf zum Gegenstand hatten. Obwohl nach Zivilrecht verurteilt, gab es keine strafrechtlichen Sanktionen für Komzák.
Am 5. September 1924 wurde Karl Komzák in dem kurz zuvor betretenen Haus Pestalozzigasse 4, Wien-Innere Stadt, bewusstlos aufgefunden und in das Wiedner Spital gebracht. Zunächst wurde in der Öffentlichkeit vermutet, Komzák habe sich, in materielle Schwierigkeiten geraten und nervlich zerrüttet, vergiftet. Die Obduktion des Leichnams ergab jedoch, dass der Verstorbene einem Gehirnschlag erlegen war, dies nebst Anzeichen einer Herzkrankheit.

## Mitunter falsche Werkszuweisungen wegen Namensgleichheit
In zeitgenössischen Rezensionen und Notenausgaben wurde niemals zwischen Karl Komzák senior und Karl Komzák junior unterschieden. So finden sich sogar in Sammelausgaben Titel beider Komponisten ohne Hinweis auf die unterschiedlichen Urheber. Hingegen wurden Ausgaben von Karl Komzák Enkel zu dessen Lebzeiten fast immer mit „Karl Komzák jr.“, „Karl Komzák jun.“ oder „Karl Komzák j.“ beschriftet. Aufgrund dieses Umstandes werden Karl Komzák junior und Karl Komzák Enkel oftmals verwechselt und ihre Werke falsch zugeordnet.
Er wurde auf dem Wiener Zentralfriedhof (72B-15-15) beerdigt.

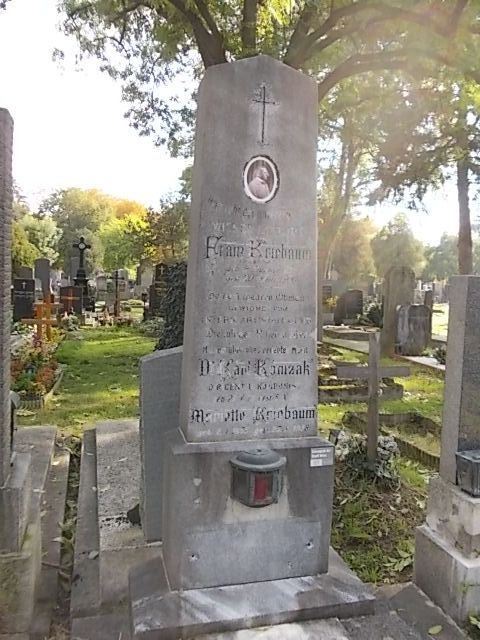
Karl Komzak Grabstätte

## Werke
- Das sind die Herren Studenten Opus 4 (Uraufführung am 20. Juli 1897), Marsch
- Weltuntergang verschoben Opus 59, Marsch
- Grillenbanner-Marsch Opus 285 (© 1907)
- Münchner Kindl, Enfant de Munich, Munich Kid Opus 286 (© 1919), Walzer
- In der Zaubernacht, Une Nuit enchantée, A fairy night Opus 308 (© 1908), Walzer
- Blühende Kastanien Opus 312 (© 1908) Walzer
- Kinder aus Dorf und Stadt Opus 317, Walzer
- Die Rose vom Kaukasus Opus 320, Walzer
- Ausstellungsmarsch Opus 321
- Ein Engel wacht an deiner Seit’ Opus 322, Lied
- An schön’ Gruss vom alten Steffel Opus 323, Marschlied
- Erst mein, dann dein Opus 329, Polka mazur
- Der Findbua Opus 340, Lied
- Trocadero Opus 360, Valse espagnole, Spanischer Walzer
- Helenen-Marsch, Werk ohne Opuszahl